# Zwangsarbeitslager Ohrdruf

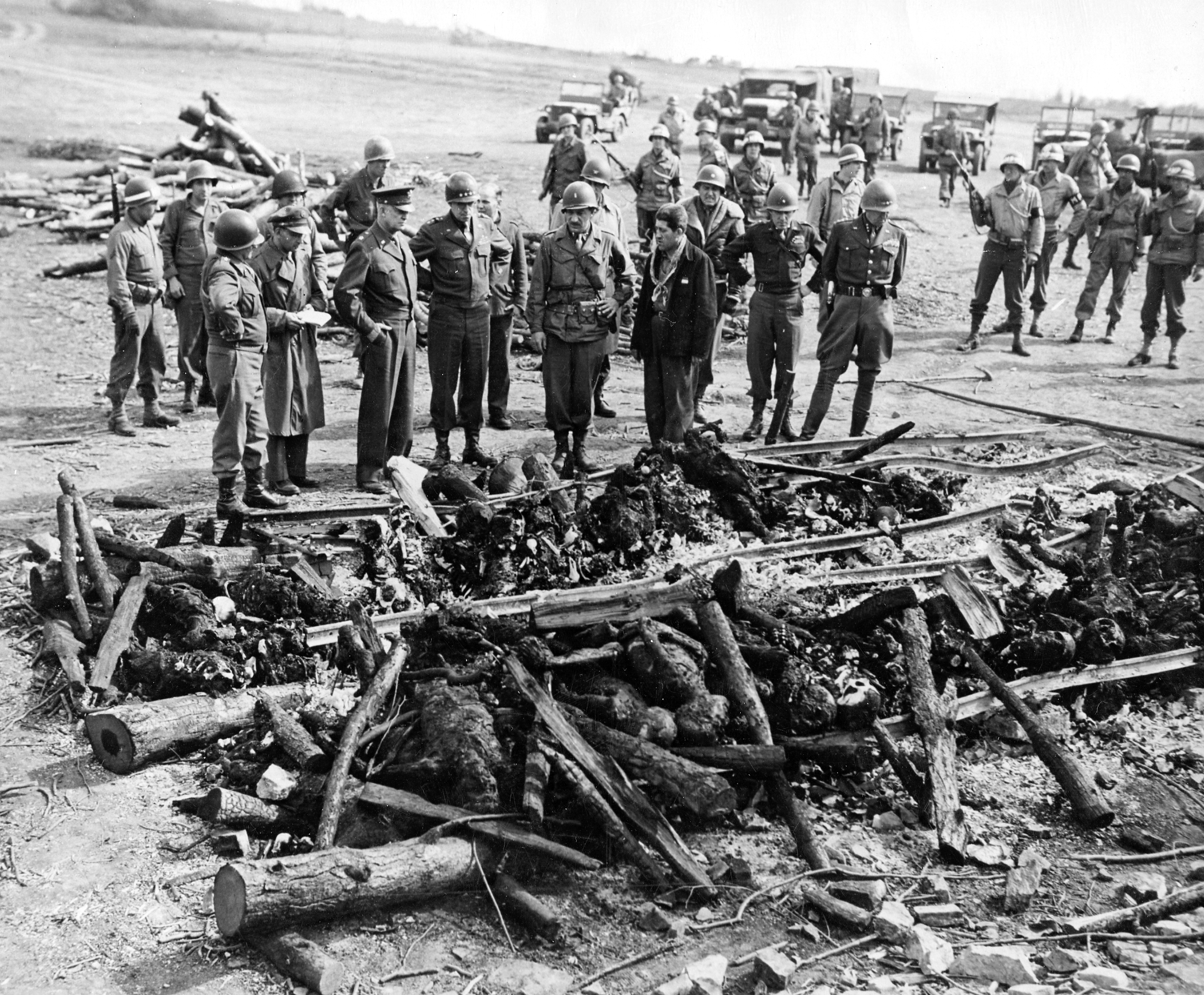
U.S. Generäle Eddy, Eisenhower, Bradley und Patton in Ohrdruf (12. April 1945)

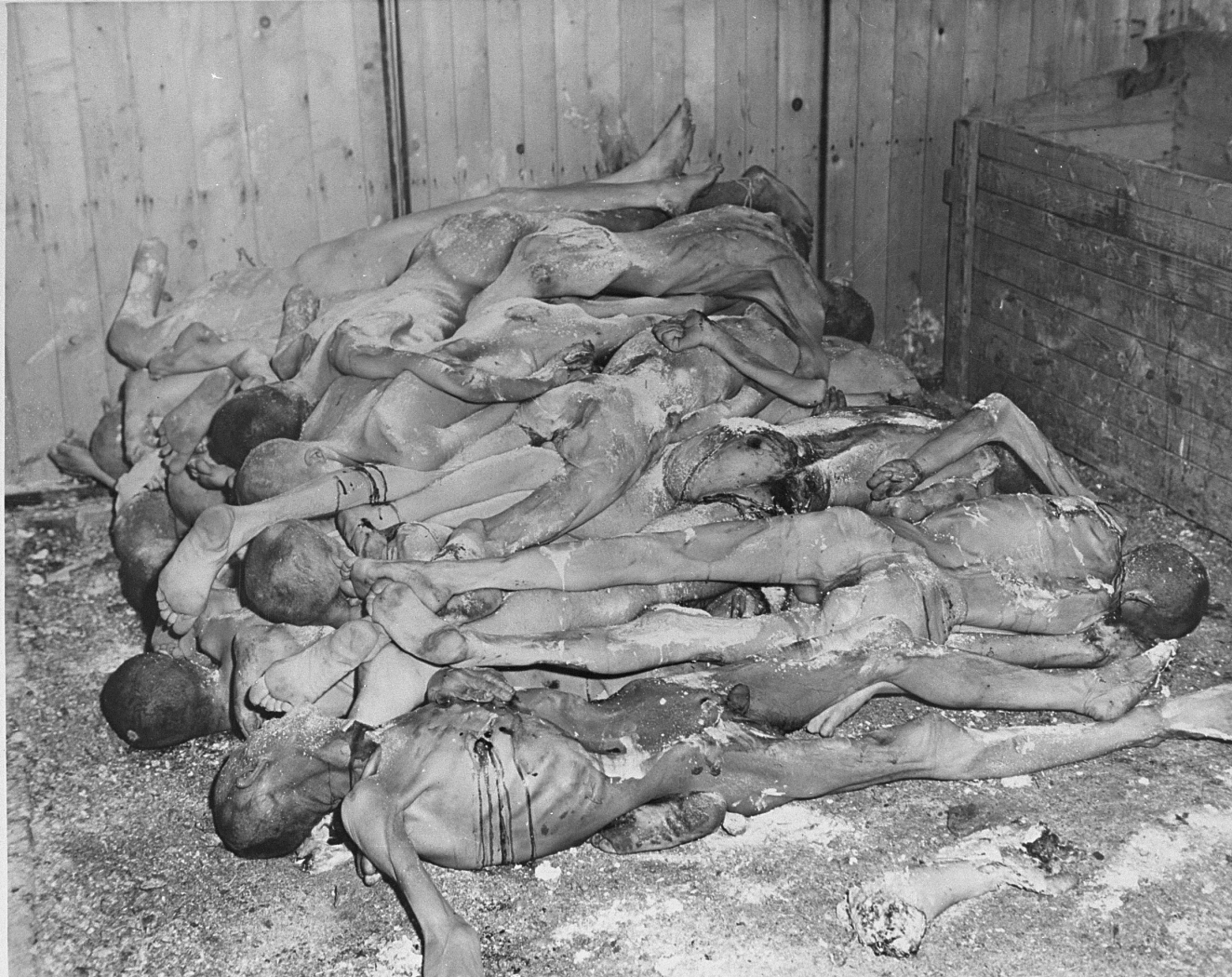
Opfer

Das Zwangsarbeitslager Ohrdruf, auch „Ohrdruf-Nord“, wurde gegen Ende 1944 in Ohrdruf, etwa 13 Kilometer südlich von Gotha, als ein Außenlager des KZ Buchenwald eingerichtet.
Die Häftlinge wurden für den Bau umfangreicher unterirdischer Tunnel- und Bunkeranlagen eingesetzt. Im März 1945 hatte das Lager 11.700 Häftlinge. Die zur Tarnung grün angemalten Baracken waren mit zwei Reihen Stacheldraht eingezäunt.

## Geschichte

### Vornutzung des Areals
Seit 1871 wurde ein Gebiet zwischen Ohrdruf, Jonastal und Bittstädt bereits als Manövergelände genutzt, sodass 1906 die Einrichtung eines offiziellen Truppenübungsplatzes vom Reichstag beschlossen und ab 1908 mit dem Ausbau des Geländes begonnen wurde.
Seit 1938 betrieb die Reichspost für die Wehrmacht hier eine geheime Fernmelde-Führungsanlage unter dem Tarnnamen Amt-10. 1941/1942 wurde ein kleines Lager für sowjetische Kriegsgefangene eingerichtet.

### Einrichtung als Außenlager des KZ Buchenwald
Im Herbst 1944 übernahm die SS Teile des Lagers. Die SS richtete auf dem Lagergelände ein „Außenkommando Ohrdruf S III“ des KZ Buchenwald ein. Das Lager bestand in der Zeit vom 6. November 1944 bis Anfang April 1945. Als Besonderheit ist zu vermerken, dass es in der Zeit vom 14. November 1944 bis zum 15. Januar 1945 als selbstständiges Konzentrationslager geführt und nicht zum Bestand von Buchenwald zählte – wie sonst alle weiteren Außenlager. Zu „S III“ gehörten neben dem Nord- und Südlager bei Ohrdruf auch die weiteren Lager in der Luftmunitionsanstalt (LMunA) Crawinkel sowie das sogenannte Zeltlager bei Espenfeld.
Die Errichtung des Lagers hängt mit dem beabsichtigten Bau von Stollen im Jonastal zusammen. Angeblich sollten die Häftlinge dort ab November 1944 ein unterirdisches Hauptquartier für Hitler bauen. Diese Angaben sind jedoch nicht hinreichend belegt und die beabsichtigte Funktion der Stollen im Jonastal ist ungeklärt.
Am 30. Januar 1945 wurden 1.000 Zwangsarbeiter ins KZ Bergen-Belsen auf einen Todesmarsch geschickt, den viele nicht überlebten.

### Todesmarsch nach Buchenwald
Am 2. April 1945 musste der größte Teil der Häftlinge unter SS-Bewachung in einem weiteren Todesmarsch 51 Kilometer nach Buchenwald marschieren. Die Anzahl der Häftlinge, die während des Marsches zusammenbrachen und starben oder von den SS-Bewachern erschossen wurden, kann nur geschätzt werden.
Neben den 60 bis 70 Toten, die offensichtlich vor dem Marsch erschlagen oder erschossen worden waren, weil sie nicht marschfähig erschienen, gab es einige Überlebende, die sich vor den SS-Wachen verstecken und so der erneuten Verschleppung entgehen konnten. Vom Marsch entflohene Häftlinge, unter anderen Andrew Rosner, konnten US-Truppen zum Lager führen.
Die Wachmannschaften versuchten vor ihrer Flucht möglichst viele der 3.200 Toten auf offenen Feuern zu verbrennen. Ein Krematorium gab es in diesem Lager nicht.

### Befreiung

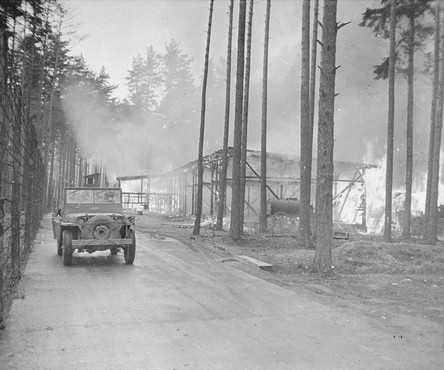
Das Bild zeigt einen amerikanischen Soldaten vor den in Brand gesetzten Baracken nach der Befreiung. Photogr. Walter E. Cummings am 6. April 1945, USHM

Am 4. April 1945 wurde der Truppenübungsplatz von der 4. US-Panzerdivision erobert, die in Ohrdruf ein Durchgangslager für entlassene sowjetische Kriegsgefangene errichtete.
Es war das erste von Westalliierten befreite Lager mit überlebenden Häftlingen, die Auskunft über ihr Schicksal geben konnten. Das Zwangsarbeitslager Ohrdruf wurde am 12. April von den US-Generälen George S. Patton, Omar N. Bradley, Dwight D. Eisenhower besichtigt. Eisenhower beschreibt diese Besichtigung in seinem Tagebuch als einen Schock. Ihm wurde dabei auch der Galgen gezeigt, an dem Hinrichtungen mit Klaviersaiten stattfanden. Er besichtigte am selben Tag das Salzbergwerk, in dem nationalsozialistisches Vermögen eingelagert war.

### Nutzung des Areals durch die Sowjetarmee
Ab 1947 nutzte die sowjetische Armee den Truppenübungsplatz, bis er dann 1991 an das Bundesverteidigungsministerium übergeben wurde.

### Übergabe an die Bundeswehr
Im Dezember 1993 wurde der Platz von der Bundeswehr in verwahrlostem Zustand übernommen: Verfallene Gebäude, Müllhalden und Schuttberge, verseuchte Gewässer, kontaminiertes Gebiet und zahlreiche nicht zur Wirkung gelangte Kampfmittel machten und machen die Aufräumarbeiten noch heute zu einem langwierigen Prozess.